# Ponticocythereis decora
Ponticocythereis decora är en kräftdjursart som beskrevs av Swanson 1979. Ponticocythereis decora ingår i släktet Ponticocythereis och familjen Trachyleberididae. Inga underarter finns listade i Catalogue of Life.